# Linum kingii
Linum kingii là một loài thực vật có hoa trong họ Linaceae. Loài này được S. Watson mô tả khoa học đầu tiên năm 1871.